# Phrynetopsis fuscicornis
Phrynetopsis fuscicornis är en skalbaggsart som först beskrevs av Louis Alexandre Auguste Chevrolat 1856.  Phrynetopsis fuscicornis ingår i släktet Phrynetopsis och familjen långhorningar.
Artens utbredningsområde är:
- Gabon.
- Malawi.
- Nigeria.
- Rwanda.

Inga underarter finns listade i Catalogue of Life.